# 4786 Tatianina
4786 Tatianina este un asteroid din centura principală, descoperit pe 13 august 1985 de Nikolai Cernîh.